# Estrela de quarks

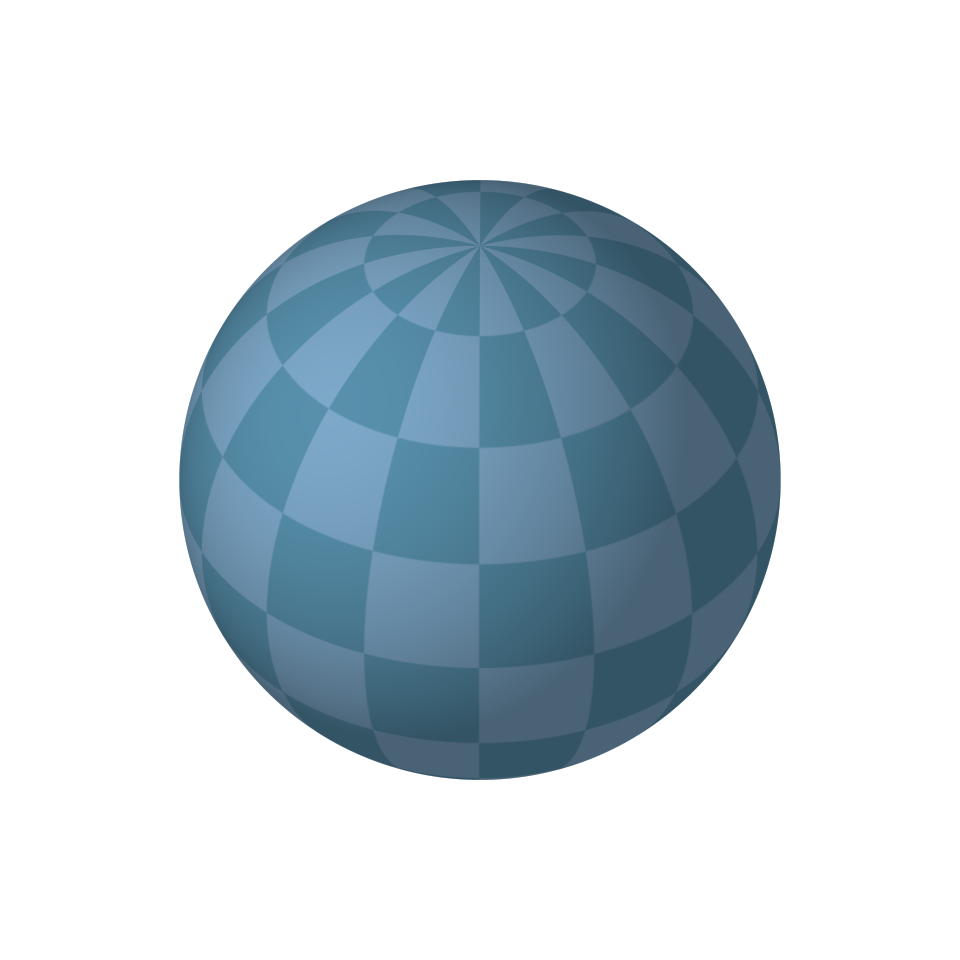
Uma esfera representando uma estrela de nêutrons.

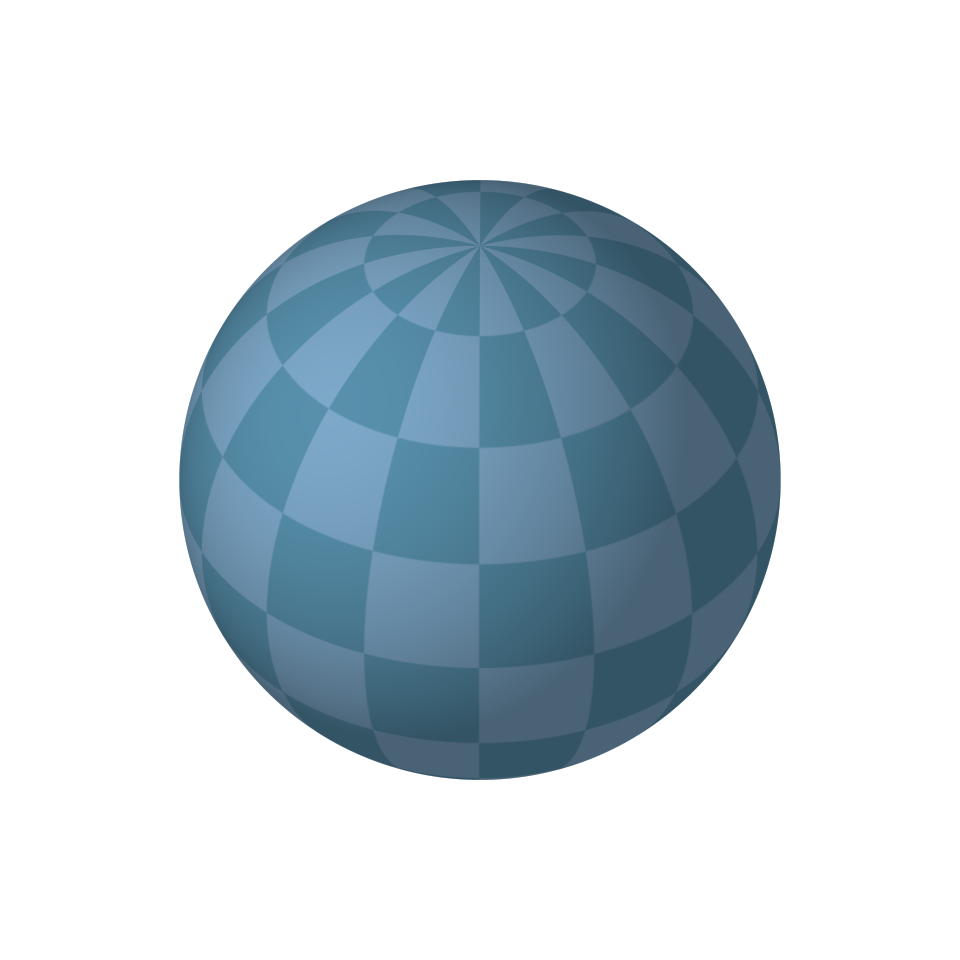
Uma esfera representando uma estrela de quarks nas mesmas proporções, mas com massa significativamente maior

Uma estrela de quarks ou estrela estranha é um tipo hipotético de estrela exótica composta por matéria quark, também conhecida por matéria estranha. A matéria estranha é uma fase ultra-densa de matéria degenerada, que em teoria seria formada a partir de um processo semelhante ao que forma estrelas de nêutrons super massivas.
Em tese, quando a matéria nêutron-degenerada que forma as estrelas de nêutrons, em algumas situações físicas especificas que geram calor e pressão ainda maiores dos que se vê comumente na formação de uma estrela de nêutron, acaba gerando o decaimento dos nêutrons nos quarks que os constituem (quarks Up e quarks Down), dando origem ao que é chamado de matéria quark ou matéria estranha.
Esta conversão de nêutron em quark supostamente deve ficar confinada no núcleo da estrela de nêutron ou formar todo o corpo da estrela dependendo das circunstâncias físicas que deram origem ao decaimento. Nesse ultimo caso, onde a estrela é formada por quase ou a totalidade dos quarks resultantes do decaimento da massa de nêutron, ela é chamada de estrela de quarks, sendo formada basicamente por matéria estranha.

## Estrela de quarks
A quebra do confinamento de quarks da massa de neutrons de uma estrela de neutron, supostamente pode ser provocada em um processo semelhante à formação de uma estrela de neutrons comum, porém gerando a quebra do confinamento em situações onde uma densidade, pressão e temperaturas ainda maiores superem
em uma situação onde condições dentro de de uma estrela extremamente compacta, altamente densa e com temperaturas acima de 1012 K
Este processo pode produzir uma nova quark. A estrela resultante pode conter quarks livres em seu interior. O processo de "deconfinamento" pode liberar imensas quantidades de energia, talvez sendo as mais energéticas explosões existentes. É provável que as grandes erupções de raios gama evidenciadas pela astronomia sejam novas quark. Uma estrela quark situa-se entre as estrelas de nêutrons e os buracos negros em termos tanto de massa como densidade, e se suficiente massa adicional for somada à sua, ela colapsará em um buraco negro.
Estrelas de nêutrons que tenham massa de 1.5–1.8 massas solares com rápida rotação são teoricamente as melhores candidatas à conversão. Sua quantidade é estimada em 1% da população das estrelas de nêutrons. Uma extrapolação baseada nisto indica que até 2 novas quark podem ocorrer no universo observável a cada dia.
Teoricamente, estrelas de quark podem ser silenciosas em frequência de rádio, então estrelas de nêutrons silenciosas em rádio podem ser estrelas de quarks.

## Estrela estranha
Recentes pesquisas teóricas têm encontrado mecanismos pelos quais estrelas de quarks com "aglomerações de quarks estranho" podem apresentar diminuição do campos elétricos e densidades dos corpos em relação à anteriores previsões teóricas, fazendo com que tais estrelas se apresentem perfeitamente como - e quase indistinguíveis de - estrelas de nêutrons (Jaikumar et al. 2006 ). Entretanto, a equipe fez algumas suposições fundamentais que conduziu à incertezas bastante grandes em sua teoria para ela não ser ainda suficientemente sólida. Mais pesquisa, observational e teórica, restará ser feita sobre estrelas estranhas no futuro.
Outro trabalho teórico, publicado em Physical Review D 73, 114016 (2006), contém: "Uma estreita interface entre a matéria quark e o vácuo teria propriedades muito diferentes na superfície de uma estrela de nêutron"; e, focando-se em parâmetros chave como tensão de superfície e forças elétricas que foram negligenciadas no estudo original, os resultados mostram que tão logo mantenha-se a tensão de superfície abaixo de um valor crítico baixo, os maiores "strangelets" são certamente instáveis à fragmentação e estrelas estranhas irão naturalmente apresentar complexas crostas de "strangelets", análogas àquelas das estrelas de nêutrons.

## Outras formações de quarks teorizadas
- Jaffe 1977, sugeriu um estado de quatro quarks com "estranheza" (qsqs).
- Jaffe 1977 sugeriu o H dibárion, um estado de seis quarks com iguais números de quarks acima-, baixo-, e estranho (representados como uuddss ou udsuds).
- Sistemas ligados "multiquarks" (QQqq).
- Em 1987, um estado de "pentaquark" foi proposto primeiramente com um anti-quark do "encanto" (um termo adequado em português para o quark charm) (qqqsc).
- Estado de pentaquark com um quark do antiestranho & quatro quarks leves que consistem somente de quarks acima- e abaixo-  (qqqqs).
- Os pentaquarks leves são agrupados dentro de um antidecuplet, o mais leve candidato, Ө+.
  - Isto pode também ser descrito pelo modelo do diquark de Jaffe e de Wilczek (QCD).
- Ө++ & antipartícula Ө−−.
- Pentaquark duplo estranho (ssddu), membro do antidecuplet leve do pentaquark.
- Pentaquark "encantado" (charmed) Өc(3100) (uuddc) estado que foi detectado pela colaboração H1.

## Estrelas de nêutrons superdensas observadas
Estrelas de quarks e estrelas estranhas são principalmente teóricas no momento, mas observações realizadas pelo Observatório de raios-X Chandra em 10 de abril de 2002 detectaram dois candidatos, denominados RX J1856.5-3754 e 3C58, os quais tinham sido previamente tratados como sendo estrelas de nêutrons. Baseados sobre as leis da física conhecidas, o primeiro parece ser muito menor e o segundo muito mais frio que deveriam ser, sugerindo que elas são compostas de material mais denso que neutrônio. Entretanto, estas observações têm sido colocadas sob ataque de pesquisadores que dizem que os resultados não são conclusivos; disto resulta que a questão de serem estrelas de quarks ou estrelas estranhas e a própria existência destas ainda está em aberto.
Recentemente uma terceira estrela, XTE J1739-285, foi observada por uma equipe liderada por Philip Kaaret da University of Iowa, e também relatada como sendo um possível candidato.

### Em português
- «Estrelas de quarks talvez sejam realidade - www.portaldoastronomo.org»
- «Alicerces da Ciência - Estrelas de Quarks - br.geocities.com». - Ilustrado
- «As estrelas de nêutrons e os pulsares - www.fsc.ufsc.br» (PDF)

### Parcialmente em português e inglês
- «Matéria sob condições extremas de Densidade e Temperatura; Manuel Malheiro - www.ift.unesp.br»

### Em inglês
- «Neutron Star/Quark Star Interior (image to print)»
- «Quark star glimmers». ,  Nature, April 11, 2002.
- «Debate sparked on quark stars». , CERN Courier 42, #5.
- «Wish Upon a Quark Star». , Paul Beck, Popular Science, June 2002.
- «Is RX J185635-375 a Quark Star?». , J. J. Drake et al., arXiv, astro-ph/0204159.
- «Curious About Astronomy: What process would bring about a quark star?»
- «RX J185635-375: Candidate Quark Star». , Astronomy Picture of the Day, April 14, 2002.
- «Quarks or Quirky Neutron Stars?». , Mark K. Anderson, Wired News, April 19, 2002.
- «Strange Quark Stars». , Ask an Astrophysicist, question submitted April 12, 2002.
- «The Strange Star Surface: A Crust with Nuggets». , Prashanth Jaikumar, Sanjay Reddy, and Andrew W. Steiner, arXiv, nucl-th/0507055.
- «Seeing "Strange" Stars». , physorg.com, February 8, 2006.
- «Quark Stars Could Produce Biggest Bang». , spacedaily.com, June 7, 2006.
- «Meissner Effect in Strange Quark Stars». , Brian Niebergal, web page, University of Calgary.
- «Strange Exotic States and Compact Stars». ,  Irina Sagert, Mirjam Wietoska, and Jurgen Schaffner-Bielich; arXiv, astro-ph/0608317.